# Kuusysi Lahti
FC Kuusysi („šedesát devět“) je finský fotbalový klub z Lahti. Jeho mužský tým v současné době hraje ve čtvrté lize. Má i ženský tým. Domovem FC Kuusysi je Lahden kisapuisto.

## Historie
Klub byl založen v roce 1934 pod jménem Lahden Pallo-Miehet. Používal toto jméno až do roku 1963, kdy byl název změněn na Upon Pallo, který měl v té době spojení s UPO, společností bílého zboží z Lahti. O šest let později (1969) byl název znovu změněn na Lahti-69, který byl brzy formován do Kuusysi („šedesát devět“). Když byl tento název později přijat jako oficiální název klubu, bylo přirozené, že se brzy začala používat jiná přezdívka, tentokrát Kyykkä.
V letech 1982 až 1991 klub vyhrál pět finských šampionátů mužů. Rovněž dvakrát vyhrál finský pohár. Jejich nejlepším výsledkem v evropských soutěžích je čtvrtfinále PMEZ 1985–86, když přešel přes FK Sarajevo a Zenit Leningrad.
Po sezóně 1996 se mužský tým spojil s týmem Reipas Lahti, čímž vznikl současný klub FC Lahti. Kuusysi a Reipas se měly dále soustředit na výchovu mládeže.
Roku 2006 se klub FC City Stars stal součástí Kuusysi. V roce 2011 se Kuusysi vrátil do mužských soutěží pod svým jménem a barvami, čímž nahradil FC City Stars ve 3. lize.

## Úspěchy
- Finská liga (5): 1982, 1984, 1986, 1989, 1991
- Finský pohár (2): 1983, 1987